# Judas (dal)
A Judas Lady Gaga amerikai énekesnő dala a Born This Way (2011) című második stúdióalbumáról. Az Interscope Records adta ki 2011. április 15-én, az album második kislemezeként. A Lady Gaga és Nadir „RedOne” Khayat által írt és készített elektro house dal egy olyan nőről szól, aki egy őt már többször elárult férfiba szerelmes. Megtestesíti azokat az eseményeket, amelyek Gagát a múltban kísértették, és központi jelentése az életének negatív részeire utal, amelyek elől nem tud menekülni. Gaga továbbá kifejtette, hogy a dal arról is szól, hogy becsüljük meg a belső sötétségünket, annak érdekében hogy a fénybe emeljük magunkat. A kislemez borítóján – amelyet Gaga tervezett Microsoft Word program segítségével – a „Judas” felirat és egy kereszt látható, közepén szívvel. Annak ellenére, hogy a dalt több vallási csoport is bírálta, a kritikusok általánosságban pozitívan fogadták, és a Bad Romance-hez hasonlították, néhányan pedig megjegyezték, hogy az album első kislemezének kellett volna lennie.
A dal hasonló hangzású, mint Gaga korábbi, RedOne-nal készített számai, köztük a Poker Face, a LoveGame, a Bad Romance és az Alejandro. Három különálló, rövid fülbemászó dallamot és egy house-hatású break downt tartalmaz. Utóbbiban Gaga arról énekel, hogy nem tud olyan nővé válni, ami a hagyományos nézetek szerint elvárt lenne. A Judas kezdetben erős eladási nyitányt produkált, de kereskedelmi szempontból kevésbé volt sikeres Gaga korábbi kislemezeihez képest. A dal huszonegy országban a Top 10-be került a slágerlistákon. Brazíliában gyémánt minősítést kapott.
A dalhoz 2011 áprilisában forgattak videóklipet, amelyet Gaga és Laurieann Gibson közösen rendezett Norman Reedus főszereplésével. A videó bibliai témával foglalkozik: Gaga Mária Magdolnát játssza, Norman Reedus pedig Iskarióti Júdást alakítja. A klip modern kori misszionáriusokként ábrázolja őket, akik Jeruzsálembe tartanak. Benne van a Jézust eláruló Júdás bibliai története, a videóklip végén pedig halálra kövezik a Magdolnát alakító Gagát. A Katolikus Liga már a bemutatás előtt bírálta az énekesnőt a vallásos elemek használata és a videóban játszott szerepe miatt. A videót azonban a kritikusok általánosságban dicsérték, és a 2011-es MTV Video Music Awards-on két díjra is jelölték. Gaga számos televíziós műsorban előadta a Judas-t, többek között a The Graham Norton Show-ban, a Saturday Night Live-ban, a The Ellen DeGeneres Show-ban, a Good Morning America „Summer Concert Series” című adásában, valamint néhány koncertturnéján, mint például a Born This Way Ball, az ArtRave: The Artpop Ball és a Las Vegas-i Enigma koncertrezidencia.

## Háttér
Először az amerikai Vogue magazinban számoltak be arról, hogy a Born This Way (2011) album második kislemeze a Judas (magyarul: Júdás) lesz. Gaga 2011. február 14-én Ryan Seacrest rádióműsorában megerősítette, hogy a Judas lesz a második kislemez, és azt is elárulta, hogy RedOne a dal társproducere. RedOne az 53. Grammy-gálán beszélt először a dalról, az MTV-nek nyilatkozva. Azt mondta, ha a Born This Way album előző, címadó dala „leröpítette a zoknidat, akkor csak várd ki a következő kislemezt. […] Sokkolni fog. […] Meg fog lepni, és az őrületbe fog kergetni.” A Last Call with Carson Daly című talkshow-ban Gaga kifejtette a műsorvezetőnek, hogy a Judas arról szól, hogy mindig újra és újra a rossz férfiba szeretünk bele. „A Judas egy nagyon, nagyon sötét dal. Szélsőségesen.” – tette hozzá. Az MSN Canada-nak adott telefonos interjúban a számban lévő metaforáról beszélt:

„Júdás egy […] metafora a megbocsátásra, az árulásra, a dolgokra, amik kísértenek az életedben, és abbéli meggyőződésem, hogy valójában életed sötét oldala az, ami ragyog és életre hívja a nagyobb világosságot, ami benned van. Egyszer valaki azt mondta nekem: Ha nincsenek árnyékok az életedben, akkor nem a fényben állsz. Szóval, a szám arról szó, hogy a jó és a gonosz lábait is megmosom, illetve megértem és megbocsátok a múltam démonainak, hogy továbbléphessek egy még nagyszerűbb jövőbe. Nagyon szeretem az agresszív metaforákat – ami minél keményebb, vaskosabb, sötétebb –, és a rajongóim is így vannak ezzel. Ez egy eléggé kifogásolható és agresszív metafora, de attól még metafora.”

Gaga később még többet beszélt a dal mögötti inspirációról: „Arról szól, hogy folyamatosan a fény felé haladok az életemben, megmarkolom a fényt, miközben szembenézek az engem követő ördöggel, […] Arról éneklek, milyen egy szent bolond vagyok, és annak ellenére, hogy vannak az életemben kegyetlen momentumok és néha kegyetlen kapcsolatok, még mindig szeretem Júdást. Folyton visszafordulok azokhoz a gonosz dolgokhoz.” – mondta Gaga. A Google-nek adott interjúban hozzátette, hogy „a dal arról szól, hogy meg kell becsülnöd életed sötét dolgait ahhoz, hogy a fénybe tudd hozni magad. […] Meg kell vizsgálnod, mi az, ami kísért téged, és meg kell bocsátanod önmagadnak, hogy tovább tudj lépni.” A Popjustice-nek pedig elmondta, hogy számos dolog van, ami kísérti őt a múltból: döntések, férfiak, drogfüggőség, félelem a visszatéréstől New Yorkba, szembenézés a régi szerelmi viszonyokkal. A Judas is egy olyan dologról szól, ami ártott neki a múltban, mégsem tud tőle szabadulni. „Folyamatosan ingázok a sötétség és a fényesség között, hogy megértsem, ki is vagyok én” – mondta.

## Kompozíció
Fernando Garibay, a Born This Way album egyik producere szerint a Judas Gaga számos korábbi, RedOne-nal készített számára hasonlít, úgy mint a Poker Face, a LoveGame, a Bad Romance, vagy az Alejandro. Jocelyn Vena az MTV-től azt írta, Gaga „ismerős vizeken” találja magát a számban zeneileg, de éneklésével „teljesen új területet” hódít meg; a Popjustice szerint a versszakokban és az előkórusban Gaga beleveti magát egy dekadens, félig énekelt, félig rappelt jamaikai angol stílusba. Jason Gregory a Gigwise-tól a dalt „a legmagasabb rendű elektro-house vaskos darabjának” nevezte. A dal az „Ohhh, I’m in love with Judas” („Ó, szerelmes vagyok Júdásba”) sorral veszi kezdetét, melyet a Bad Romance bevezetőjére emlékeztető, „agresszív” elektronikus ütemekkel kísért „Judahh/ Juda-a-ah/ Gaga” rész követ. Gaga vokálja részben beszédszerű, és egyfajta karibi akcentusa van. Az első verzében Gaga ezt énekli: „When he comes to me I am ready/ I’ll wash his feet with my hair if he needs/ Forgive him when his tongue lies through his brain/ Even after three times, he betrays me/ I’ll bring him down, a king with no crown” („Amikor eljön értem, én már készen állok/ Megmosom lábait a hajammal, ha úgy kívánja/ Megbocsájtok neki, mikor nyelve hazugságokat szól az agyán keresztül/ Még akkor is, ha háromszor elárult/ Letöröm gőgjét, egy király korona nélkül”). Az ezt követő refrén sokkal lágyabb hangzású a verzéhez képest. Gaga a 80-as évek popzenéjére emlékeztető dallammal kísérve énekli az „I’m just a holy fool/ Oh, baby, he’s so cruel/ But I’m still in love with Judas, baby” („Én csak egy szent bolond vagyok/ Ó, bébi, olyan kegyetlen/ De még mindig szeretem Júdást”).
A második verze, és a refrén újbóli eléneklése után egy a house zene által inspirált break down rész következik. A dal „középnyolcas” részében Gaga a Born This Way című dalban hallotthoz hasonlóan, beszélve mondja a sorokat. Ezután ezt énekli a refrén utolsó eléneklésének felvezetéseként: „I wanna love you/ But something’s pulling me away from you/ Jesus is my virtue, Judas is the demon I cling to/ I cling to” („Szeretni akarlak/ De valami a távolba húz tőled/ Jézus az én erényem, Júdás pedig a démon, akihez ragaszkodom/ Ragaszkodom”). Ebben a részben Gaga énekét a Rolling Stone-os Matthew Perpetua Rihannáéhoz hasonlította. Azt is hozzátette, hogy a hangja kevésbé hangzott sötétnek és drámainak, és tele volt „pezsgő édességgel”. A Popjustice azt írta, hogy a breakdown heavy metal hangzású volt, és az egész dal „egy turbófeltöltésű elektrogótikus ’rosszaság’ himnusz”. Dan Martin az NME-től azt írta, a szám tele van „heavy metal techno” és dubstep elemekkel, ugyanakkor a refrén „tisztán pop”. A dalra sok tekintetben hatott Lady Gaga korábbi, Bad Romance című száma. A hasonlóságok az énekesnő elmondása szerint szándékosak. „Míg néha fontos, hogy újabb irányokba toljam előre magam, olykor visszanyúlok a már meghúzott irányvonalaimhoz, meggyőződve hogy ott vannak, ahol kell, és a Judas ezen számok egyike. Azt akartam, hogy egy evolúció legyen ahhoz képest, ahol már jártam, de ragaszkodva a mintához, azt szerettem volna elérni, hogy legyen valami a Judas-ban, ami emlékezteti az embereket a múltbéli munkáimra.” A Musicnotes.com-on közzétett kotta szerint a dal c-moll hangnemben készült, 131 ütés/perc tempóval. Gaga énekhangja a B♭3-tól az E♭5-ig terjed, a dal pedig az A♭–Fm7–Cm–B♭–Cm akkordmenetet követi.
Gaga már 2011 februárjában közzétette a dal néhány dalszövegét, a következő hónapban pedig a Google-interjúban további dalszövegeket mutatott be a Judas-hoz. Gaga azt is megerősítette, hogy a dalra a bibliai Iskarióti Júdás volt hatással. A Popjustice szerint a dal arról szól, hogy valakit átejtenek („even after three times he betrays me”), aki emiatt bosszúálláson gondolkodik („I’ll bring him down...”), de a meg nem szűnő szeretet miatt újra és újra visszatalál az árulóhoz („I’m just a holy fool but baby oh baby he's so cruel, but I’m still in love with Judas, baby”). Gaga a dal második felében hallható „középnyolcas részben” ezt énekli: „In the most Biblical sense, I am beyond repentance. 'Fame hooker', 'prostitute wench', 'vomits her mind'... But in the cultural sense I just speak in future tense. Judas kiss me if offenced, or wear an ear condom next time” („Bibliai értelemben véve képtelen vagyok a megbánásra. Hírnév ribanc, prostituált némber, elhányja az agyát... De kulturális tekintetben/ Csakis jövő időben beszélek/ Júdás, csókolj meg, ha megbántottalak,/ Vagy legközelebb húzz »fülóvszert«”). Ez a rész a Popjustice-nek elmondottak értelmében arról szól, hogy Gaga nem tud olyan nővé válni, ami a hagyományos nézetek szerint elvárt lenne. Ugyanakkor nem akar megváltozni, mert úgy érzi, egyetlen hibája, hogy előtte jár a korának. „Ha pedig ez nem tetszik, viselj »fülóvszert« – mondta az énekesnő. A szám nagyobbik része Gaga magánéletéről szól, míg a „középnyolcas” rész a nyilvánosság előtti képéről beszél.
A dal több szövegrésze bibliai szövegekkel hozhatók kapcsolatba. Az „I’ll wash his feet with my hair if he needs” szövegrész Lukács evangéliuma 7. fejezetének 8. versére utal, amikor Betániai Mária – aki egyes nézetek szerint egy Mária Magdolnával azonos személy – „könnyeivel kezdé öntözni az ő [Jézus] lábait, és fejének hajával törlé meg.” Az „even after three times he betrays me” részben az énekesnő arra utalhat, hogy Péter, Jézus tanítványa háromszor tagadta meg urát a bibliai történet szerint. A „Judas, kiss me if offenced” szöveg arra utal, hogy Júdás csókkal árulta el Jézust a Gecsemáné kertben.

## Borító és kiadás
Gaga Transmission Gagavision nevű webvideó-sorozatának 42. epizódjában kiderült, hogy a kislemezhez tartozó borítót Gaga Microsoft Wordben tervezte meg. Egy fekete háttéren vörös, félkövér betűkkel szerepel a Judas felirat Impact betűstílussal szedve. Alatta egy piros katolikus kereszt látható, a közepén egy szívvel. Gaga mobiltelefonjával fotózta le a számítógépen megtervezett grafikát, minek következtében látható pixelek vannak a betűkön és a kereszten, illetve halványan látszódik az énekesnő arca és a mobiltelefont tartó keze. Az epizódban bemutatták, ahogy Gaga egy megbeszélésen ül kreatív csapatával, a Haus of Gagával, és az album megjelenésének konkrétumairól beszélgetnek. Gaga körül elszórtan több fénykép is volt, amelyekről az MTV azt találgatta, hogy valami Judas-hoz köthetőek. Az egyik fotón a „Judas” szó volt egy kereszttel. Jocelyn Vena az MTV-től úgy érezte, a borító Baz Luhrmann Rómeó + Júlia című, 1996-os filmjét idézi.
A Transmission Gagavision 41. epizódjában Gaga bejelentette, hogy a dal hamarosan megjelenik. A bejelentés mellé egy üzenetet is mellékelt: „Kezdődjön a kulturális megkeresztelés. Ha nem azok lennének, akiknek tanították őket, akkor is hinnétek?”. A Judas a tervek szerint 2011. április 19-én került volna a mainstream rádiós sugárzásba, és ugyanezen a napon a digitális kiskereskedőkhöz is, de miután a szám kiszivárgott az internetre, a megjelenést 2011. április 15-re hozták előre. Ezt azért tették, hogy megakadályozzák a megjelenés előtti kiszivárogtatásokat. A megjelenés előtt Gaga tweetelt a kislemezről, mondván: „#PawsUpForJudas! Megtanultam, hogy a szerelem olyan, mint egy tégla, építhetsz egy házat, vagy elsüllyeszthetsz egy hullát”. 2011. április 15-én, órákkal azelőtt, hogy a dalt játszották volna a rádiókban, ismét tweetelt: „Még három alkalom után is elárul engem” – írta, utalva a dal szövegére a szerelemről és az árulásról. Az Egyesült Királyságban a dal premierje 2011. április 15-én volt a The Capital FM Network Home Run című műsorában. Gaga a Transmission Gagavision 43. epizódjában beszélt a kiszivárgásról, és kizsigereléshez hasonlította azt, mondván: „Lassú halál! Csak szabadítsanak meg a rohadt szenvedésemtől, csak tegyék ki ezt a szart! Végtagról végtagra tépték [a dalt]. Először a dal karját, aztán a máját....”.
2021. május 28-án a Born This Way tizedik évfordulós kiadásának első kislemezeként megjelent Big Freedia amerikai rapper bounce-verziója. A Billboard az album legjobb feldolgozásának minősítette, mondván, hogy „az ő feldolgozása teljesen más hangzáspalettával illeszkedik az eredeti mániákus energiájához: rikácsoló kürtök, menetelő dobok és egy halom pompomlányos háttérvokalista”.

## A kritikusok értékelései

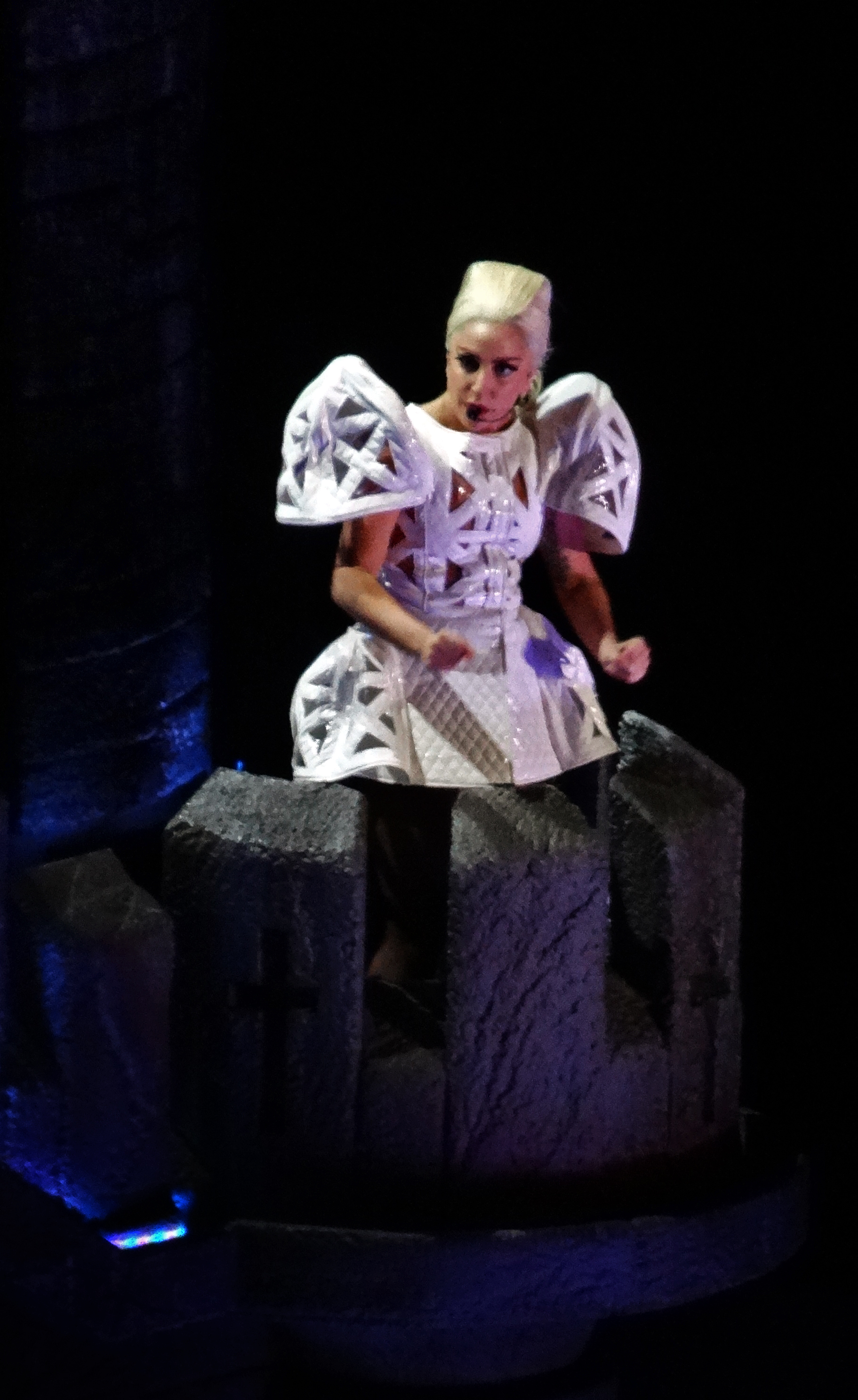
Lady Gaga egy középkori vár díszleten adta elő a Judas-t a Born This Way Ball elnevezésű koncertturnéján (2012)

A kritikusok pozitívan fogadták a számot. Jonathan Van Meter a Vogue-tól pozitív kritikát adott a dalról, mondván, hogy a dal úgy hangzott, mintha a The Ronettes számára íródott volna, de egy „kőkemény” táncos ütemre lett hangszerelve. Az MTV-s James Dinh megjegyezte, hogy a dal nagyon hasonlít a Bad Romance-hez. A Popjustice hasonlóképp vélekedett és így fogalmazott: „Képzelj el egy magasan fejlett, titánium borítású Bad Romance-et, amely visszautazik fél évszázadot 2511-ből, hogy megmentse a zenét a »klubban vagyunk« érzéstől megszállott popzenei nyáltenger szökőárjától, és ez a Judas.” Kevin O’Donnel a Spin magazintól azt írta, Gaga „őrületesen szárnyaló előadást” nyújt a dalban. „Rappelés, robotikus monotonitás, és egy varjút idéző rikoltozás között váltogat a dalban, mielőtt továbbsiklik egy megszokottabb hangzású refrénbe, amely a Bad Romance-hez közeli régióban hasít előre.” Hozzátette, tagadhatatlan a Judas alapvető energiája, és hogy Gaga helyenként „egy szexéhes, jövőbeli robothoz hasonlóan sikoltozik”, ami „a pop vidékének egyik legkülönösebb momentuma ebben az évben”. Eric Henderson a Slant Magazine-tól úgy vélte, a Judas Gaga előző kislemezével [a Born This Way-jel] való kapcsolata és különbözősége „hangsúlyosabb nem is lehetne”. A Born This Way és a Judas viszonyát „jó iker-rossz iker” kapcsolatként definiálta. Hozzátette, a „Judas egy felkavaró vízió egy pokolról […], ami tulajdonképpen nem is olyan rossz. Kissé elvetemült nézőpontból az új kislemez az, amelyik sokkal előrébb mutató, igaz, ennek az üzenete sokkal zavarosabb, mint a Born This Way magvát képező »homoszexualitás = nagyszerű« egyenlet.”
Amos Barshad a New York magazintól azt nyilatkozta, hogy a dal arra emlékezteti, amikor részegen táncolt egy eldugott berlini diszkóban. Dan Martin az NME-től úgy vélte, a Judas a dal, amellyel Lady Gagának vissza kellett volna térnie: „Érthető, mért nem tette, hiszen tele van a jellegzetes elemekkel, amelyektől igazán Gaga szám egy Gaga szám. […] kétségtelenül a Bad Romance és a Poker Face leszármazottja.” Matthew Perpetua, a Rolling Stone magazin szerzője így írt a számról: „A Judas egy előre mutató dance pop szám, amely az énekesnő már kiépített erősségeire játszik rá. Habár a Judas-nek egyértelműen megvan a maga bája és legalább három őrületesen fülbemászó momentuma, nagy mértékben támaszkodik Gaga jellegzetes lépéseire, és alapvetően úgy hangzik, mint a Bad Romance és a Poker Face keresztezése.” Maura Johnston a The Village Voice-tól azt írta, „a Judas pajkosabb és sötétebb hangvételű, mégis ugyanarra a területre lehatoló szám, mint a Bad Romance – rengeteg azonnal az eszedbe vésődő, értelmetlen szavakból álló éneklés, püfölő ütemek, dalszöveg egy románcról, ami hát, rossz.” Robert Copsey, a Digital Spy munkatársa ötből öt csillagot adott a dalnak, dicsérve a „istenkáromlóan camp” refrént, amely az Eurovízióhoz méltó – mint „egy Scooch-meets-Lordi affér, nem meglepő módon, néhány hallgatásra van szükség, hogy az ember megszokja”. Mark Lepage a The Gazette-től dicsérte a dalt, és megértette, hogy ahogy Gaga zenéje fejlődött, úgy fejlődtek a témái és inspirációi is, amit a dalban szereplő Júdás karakteréhez fűződő konfliktusos viszonya is jelez. Rick Fulton, miközben a Daily Recordban írt, a szteroidokon lévő Like a Prayer című dalhoz hasonlította, és ötből három pontot adott neki. Az NME 2011 novemberében „Gaga eddigi legrosszabb kislemezének” nevezte a dalt.
Kanicsár András Ádám, a zene.hu kritikusa úgy vélte, „a legelvakultabb rajongóknak is be kell vallaniuk, hogy a dal igazándiból egy újrahangszerelt verziója a Bad Romance-nek”, mégis jó és működőképes szám, mert míg „napjaink slágerei egyre inkább a eurodance és nyolcvanas évek egyszerű ritmusvezetéseiben lubickolnak, [...] a Judas valami olyat mutat (újra) mely kicsit szokatlan, éppen annyira, hogy vérfrissítő legyen.”

## Plágiumvádak
2011. augusztus 4-én Rebecca Francescatti, egy chicagói dalszerző pert indított Gaga és az Interscope ellen, mert állítólag lemásolták a Juda című dalt az It’s All About You albumáról. Az NBC Chicago szerint a basszusgitáros, aki Gagával együtt dolgozott a dalon, Brian Gaynor, Francescatti mellett is játszik. A per másolatából kiderült, hogy Francescatti részesedést kér a Judass által szerzett profitból, egy olyan dalból, amely „jelentős, eredeti részeket másolt és épített be” a művéből.
2014 júniusában a pert tárgyalás nélkül elutasította egy chicagói szövetségi bíró egy összefoglaló ítéletben, részben a következő megállapítással: „A különbségek [a Juda és a Judas című dalok között] annyira meghaladják a dallamok közötti állítólagos hasonlóságokat, hogy még csak távolról sem mondható, hogy hasonlóak”, „Egyetértünk az alperesekkel abban, hogy a daloknak nincs közös szövegük, a témák különbözőek, és zeneileg egyáltalán nem hangzanak hasonlóan”, és „Így a kifejezés hasonlóságát teljesen egyértelműen »kevésnek« találjuk. A (két dal) annyira teljesen különböző, hogy az értelmes elmék nem tudnak különbséget tenni a közöttük fennálló lényeges hasonlóság hiánya tekintetében.”

## Kereskedelmi teljesítmény
A digitális értékesítési pontokon és a rádiókban való megjelenése után a Billboard elmélete szerint a „Judas”-nak két és fél nap alatt 350 000–400 000 példányban kell elkelnie, és a 2011. április 19-i airplay tracking időszak végéig nagyszámú rádióhallgatottságot kell szereznie ahhoz, hogy az első helyen debütáljon az amerikai Billboard Hot 100 slágerlistán. A dal a Billboard Pop Songs chart 30. helyén debütált, a Pop Songs panel 132 adatközlő állomásából 118-on 1 405 lejátszással, ami 13,6 milliós nyitó hallgatottságot jelent. A 2011. április 30-i kiadásban a Judas a Hot Digital Songs lista negyedik helyén debütált 162 000 eladott példánnyal. A Hot 100-as listán a tizedik helyen debütált – Gaga harmadik debütálása a Top 10-ben –, a Radio Songs listán pedig a 48. helyen kezdett, 26 milliós hallgatottsággal. A következő héten a Judas két helyet esett vissza a Hot 100-on, miközben 156 000 alkalommal töltötték le (4%-os csökkenés) az első teljes héten. A Radio Songs listán azonban a Judas a 48. helyről a 36. helyre ugrott (34 millió hallgatottság, 29%-os növekedés), miközben a Pop Songs listán is a 19. helyre lépett előre, végezetül a legjobb pozíciója a tizenötödik hely volt. A Judas a Hot Dance Club Songs listán is a 38. helyen, az Adult Pop Songs listán pedig a 40. helyen debütált a 2011. május 14-i kiadásban. Azóta a Hot Dance Club Songs listájának élére került. A Nielsen SoundScan szerint a Judas 2019 februárjáig egymillió digitális példányban kelt el az Egyesült Államokban.
Kanadában a Judas három napos eladással a kilencedik helyen debütált a Canadian Hot 100-as listán, a kanadai Digital Songs listán pedig 16 000 eladott példánnyal az ötödik helyen szerepelt. A következő héten egy pozíciót előrelépve a nyolcadik helyig jutott, miközben a rádiós lejátszások tekintetében a slágerlista legnagyobb nyertese lett. A dal a 66. helyről a 23. helyre került a Canadian Hot 100 Airplay listán, 161%-os közönségnövekedéssel. Az Egyesült Királyságban a Judas a 14. helyen debütált a brit kislemezlistán 2011. április 17-én, 20 729 példánnyal. A következő héten a kilencedik helyre került. A francia kislemezlistán a kilencedik helyen debütált a dal, 5719 eladott példánnyal, és azóta a hetedik helyig jutott. Új-Zélandon a Judas 2011. április 18-án a 13. helyen debütált az új-zélandi kislemezlistán, és az ausztrál ARIA Singles Charton is a hatodik helyen debütált, ami egyben legjobb helyezése volt ott. A Judas dupla platina minősítést kapott Ausztráliában az Ausztrál Hanglemezipari Szövetség (ARIA) által, a kislemez 140 000 példányban történő kiszállításáért. Írországban és Finnországban a Judas a Top 5-ös listán belül debütált a negyedik, illetve a harmadik helyen. További Top 10-es debütálások történtek Belgiumban (Vallónia), Norvégiában és Spanyolországban. Japánban a Judas a Billboard Japan Hot 100 listán a hetedik helyen debütált. A dal a német kislemezlistán a 23. helyen debütált és a 23. helyen végzett, ezzel véget vetett a Just Dance óta egymást követő Top 10-es helyezések sorozatának ezen a listán.

## Videóklip

### A videó készítése és bemutatása

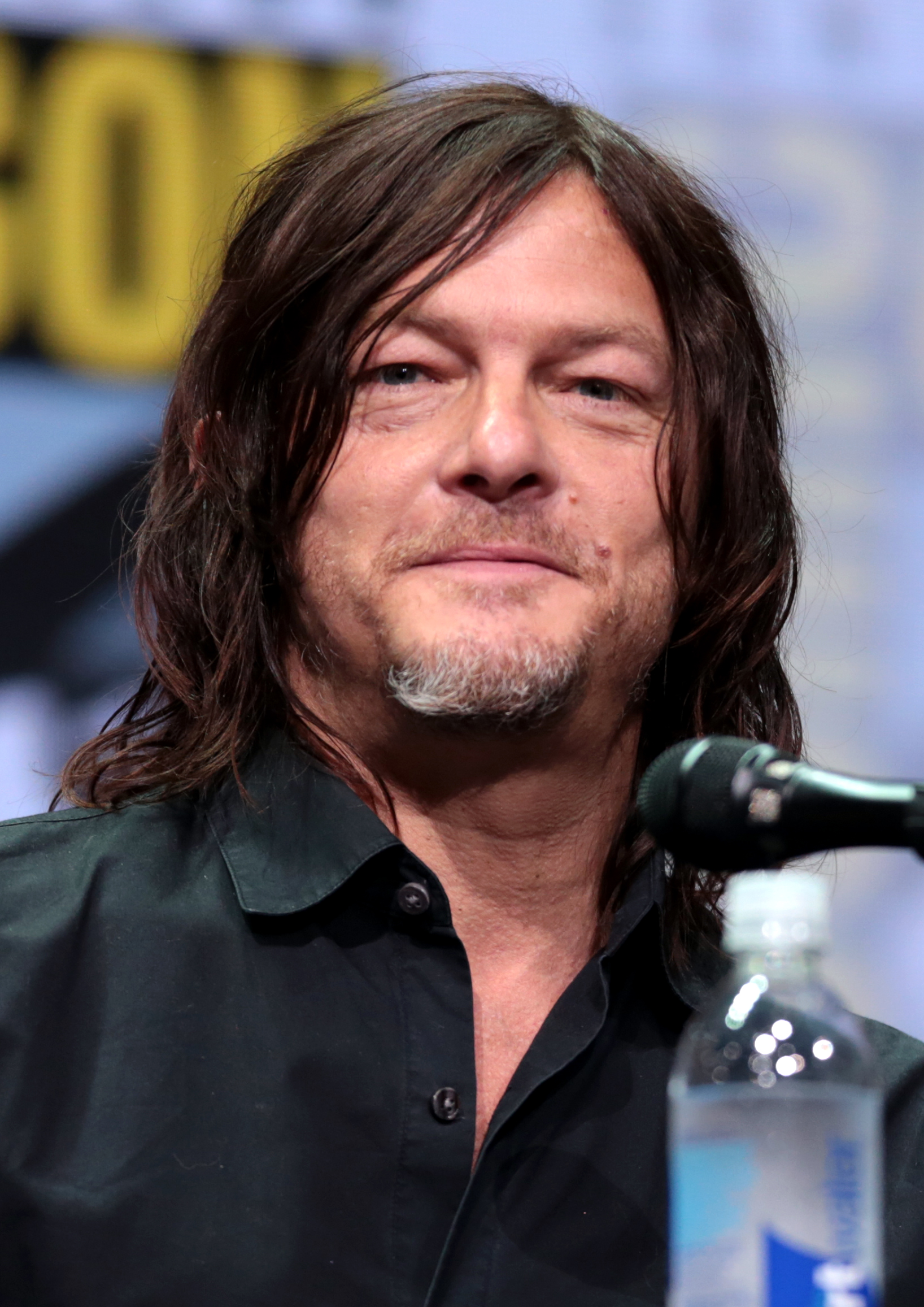
Norman Reedus játszotta Júdás szerepét a videóklipben

A Judas videóklipjét 2011. április 2–3-án forgatták, Gaga és akkori koreográfusa, Laurieann Gibson rendezésében. Az énekesnő stylistja, Thierry Mugler és a kreatív igazgató, Nicola Formichetti a jövő hétfőn jelentette be, hogy a klip forgatása véget ért. A szereposztásban Norman Reedus játszotta Júdást, míg Gaga Mária Magdolnát, Rick Gonzalez pedig a Jézus-szerű karaktert. Gibson és Gaga biztosak akartak lenni abban, hogy a klip rendezése tökéletes lesz – ezért ők maguk rendezték a klipet. Gibson elmondta, hogy miközben Nick Knight-tal dolgoztak a Born This Way klipjén, úgy érezték, hogy a bemutatott ötletek nem úgy valósultak meg, ahogyan szerették volna. A Judas klipje esetében azonban az egész ötlet és az inspiráció elég világos volt. Eredetileg megkerestek egy rendezőt, de az időpontok nem jöttek össze vele, így Gaga menedzsere őt és Gibsont kérte fel, hogy rendezzék meg helyette a videót. Az MTV Newsnak Gibson kifejtette, hogy a klipben egy „úttörő” üzenet van, ami „sokkolhatja” a közönséget.
Gibson elmondta, hogy elgondolkodott egy pillanatig, mielőtt beleegyezett volna, mivel épp akkor fejezte be a munkát Gaga Monster Ball HBO-s különkiadásán, de végül nem tudott ellenállni. „Ez egy fenomenális videó: igazán erős, igazán hatásos” – tette hozzá. A The Hollywood Reporternek Gibson kifejtette, hogy a videón belül egy új Jeruzsálemet hoztak létre. A csapatnak két különböző véleménye volt a történetről, ezért sokat vitatkoztak a beépítendő tartalmakról. A sokkoló értéket szándékosan tették bele a videóba, de végső soron a történet az elnyomásról szólt; és arról, hogy az ember kövesse a szívét és a szabadság dicsőségét.
Az NME magazinnak Gaga elárulta, hogy a videóban motorok és egy halálos jelenet is szerepel. Azt is elmondta, hogy a karakterének ábrázolása „megbánhatatlan”, ami az őt ért folyamatos médiavádakból fejlődött ki, miszerint „[ő] giccses. vagy nagyképű, vagy ez meg az. [A videó] az én módszerem arra, hogy azt mondjam: 'átléptem a határt, meg sem próbálom megbánni. És nem is kellene'.” A megbocsátás és a sors is szerepet játszott a videóban, Gaga pedig egy Federico Fellini-féle történetet akart ábrázolni, amelyben az apostolok forradalmárok egy modernkori Jeruzsálemben. Gaga mint Magdolna Jézushoz vezeti őket. Bár az eredeti értesülések szerint az American Idol tizedik évadának egyik adásában mutatták volna be, a klip premierje 2011. május 5-én volt az E! News-on este 7 órakor.

### Áttekintés

Gaga mint Mária Magdolna megmossa Jézus lábát, miközben Júdás sörrel a kezében ül mellette.

A videó azzal veszi kezdetét, hogy egy motoros banda – a tizenkét apostol – az országúton száguld, szegecsekkel kivert fekete bőrdzsekit viselve. Gaga mint Mária Magdolna, nyakában egy nagy keresztfüggővel a tövises aranykoronát viselő Jézusba kapaszkodva tart velük. Júdás megelőzi őket motorjával, Gaga pedig elmélyedten nézi a férfit. Ahogy a dal elkezdődik, a banda elhalad egy felüljáró alatt. Eljutnak egy „Electric Chapel” (Elektromos Kápolna) nevű helyre – ami egyben egy szám címe is Gaga Born This Way című albumáról –, ahol Jézus rockkoncertet készül adni. Az épület bejárata előtt Gaga vörös selyemszoknyában és a mellbimbóknál arany kereszttel díszített bikini felsőben kezd táncolni. A bárba betérve Júdás rövid idő alatt verekedésbe keveredik. Gaga figyelmeztetni akarja Jézust apostola közelgő árulásáról, de Júdás csábításának áldozatává válik. A cselekményszálba táncjelenetek, és közeli képek vannak vegyítve Gagáról, melyeken jól látható az énekesnőnek az egyiptomi Hórusz szemére, a védelem szimbólumára emlékeztető szemsminkje. Tánc közben Gaga kendővel a hajában jelenik meg, és fekete dzsekit, illetve bikinit, más jelenetekben pedig kék bőr felsőt visel. A kék felsőn Jézus szíve is megjelenik; egy katolikus szimbólum, amely Jézusnak az emberiség iránt érzett szeretetét fejezi ki. A második verze alatt Gaga odamegy Péterhez, és hátba veregeti.
A refrén második eléneklése után egy aranyszínű pisztolyt nyom Júdás szájához. Ahogy meghúzza a ravaszt, vörös rúzs jön elő a pisztolycsőből, amivel megjelöli Júdás ajkát. A zene egy időre abbamarad, és Gagát egy kádban láthatjuk Jézussal és Júdással együtt, ahogy megmossa Jézus lábát. A jelenetbe közbeékelve Gagát egy sziklán állva láthatjuk, ahogy a hullámok beborítják őt. A képsorok Sandro Botticelli Vénusz születése című festményét idézik. Miután a dal folytatódik, Júdás a kádban ülve ráönt egy doboz sört Gaga hátára. Jézust egy színpadon láthatjuk követőivel, előadásra készülődve; a színpadot a New York-i, újonnan felemelt épületeket körbevevő állványzatok inspirálták. Miután Júdás arcon csókolja Jézust, Gaga bűnbánóan térdre ereszkedik Jézus előtt, és hangtalan zokogásba kezd. Bár a Bibliában Júdás csókja után nem sokkal Jézus és az őt eláruló apostol is meghalt, a videóban Lady Gagát ölik meg. A klip végén az esküvői ruhába öltözött énekesnőt a tömeg megkövezi. Laurieann Gibson az MTV News-nak elmagyarázta a zárójelenet mondanivalóját:

„...te vagy a menyasszony, Krisztus a vőlegény... és a házasság a reménnyel, a hittel, az inspirációval, alapvetően az a gondolat, hogy nem számít, mit mondanak mások, a szívedben ott rejlik a tisztaság. Mindig van egy újabb nap. Mindig meg van rá a lehetőség, hogy megtaláld a békét, és ettől tisztává válsz. [...] A köveket olyan emberek vetik, akik ítélkeznek, és ha te is eldobsz egyet, előbb győződj meg róla, hogy a saját házad tája ki van seperve.”

### Fogadtatás

Gaga szemsminkjét az egyiptomi Hórusz szeméhez hasonlították

A megjelenés előtt a Katolikus Liga elnöke, William Anthony Donohue kritizálta a klipet, amiért Gagát Mária Magdolnaként ábrázolja. Exkluzívan beszélt a HollywoodLife.com-nak arról, hogy Gaga Júdásra és Mária Magdolnára összpontosít, „egyre kevésbé relevánsnak” nevezte őt az „igazi tehetséggel” rendelkező emberekhez képest, és támadta őt azért, mert látszólag céltudatosan a Nagyhéthez és Húsvéthoz közel debütáltatta a dalt és a videót. Gaga az E! című lapnak adott interjújában megjegyezte, hogy a klip semmiképpen sem akart vitát kiváltani, és viccesen hozzátette: „az egyetlen ellentmondásos dolog ebben a videóban az, hogy Christian Lacroix-t és Chanelt viselek ugyanabban a képkockában”. A megjelenés után a Katolikus Liga közleményt adott ki, amelyben tisztázta, hogy szerintük a klip nem volt katolikusellenes, bár Gaga a vallási ikonográfiával játszott benne.
Jason Lipshutz a Billboardtól úgy jellemezte, hogy „a motoros zűrzavar találkozik a bibliai árulással”. James Montgomery, az MTV News munkatársa színtiszta popklipnek nevezte a videót, „bár jól néz ki, és biztosan kivívja néhány ember haragját a vallásos jogon”. Hozzátette, hogy a „Judas” a szent szíve mélyén egy hagyományos popklip kereteibe zárt művészi robbanás. Christian Blauveltnek az Entertainment Weekly-től eleinte nem tetszett a videó, az eddigi leggyengébb próbálkozásának nevezte, Gibson koreográfiája és a papírforma szerinti történet miatt. Elismerte azonban, hogy miután néhányszor megnézte a videót, megkedvelte. Tris McCall a The Star-Ledgertől úgy vélte, hogy a videóban nincs semmi blaszfémia, és semmi túl merész sem volt benne. McCall kifejtette, hogy a videóban látható táncot „öröm nézni”, de jobb lett volna, ha a kameramunka profibb. Szerinte az egyetlen figyelemfelkeltő kellék a videóban a rúzzsá változott pisztoly volt. Matthew Perpetua a Rolling Stone-tól biztos volt benne, hogy a videó sértő lesz néhány keresztény számára, mert tiszteletlenül és erősen szexualizálva mutatja be Jézus Krisztust; azt is mondta, hogy Gaga a saját stílusában értelmezi a bibliai történetet.
Oscar Moralde a Slant Magazine-tól megdicsérte a videó produkcióját, „vizuálisan lenyűgözőnek” nevezve azt, miközben hozzátette, hogy ismerős foltokat vesz Gaga palettájáról (a „Telephone” bőr- és lánc-esztétikája; a „Bad Romance” panaszos, könnyfoltos kamerába nézése), és egy hozzáértően kivitelezett alkotássá állítja össze őket”. Phil Fox Rose, miközben a The Washington Postnak véleményezte a videót, pozitív kritikát adott róla, kijelentve, hogy „művészileg és lelkileg is meghatónak találta”. Majd kifejtette, hogy a Gaga elleni vallással kapcsolatos vádak teljesen elfogultak. A VH1 úgy találta, hogy a videót Madonna Like a Prayer című száma, a hispán katolicizmus, a Bérgyilkosok madonnája, A vad angyalok és a Rómeó + Júlia című filmek, valamint a Lost – Eltűntek című amerikai tévésorozat hatodik évada ihlette. Az NME a Judas-t a valaha készült negyedik legrosszabb klipnek nevezte, és úgy jellemezte, hogy „egy olyan kísérlet, hogy felugorjon a Madonna/katolicizmus vonatra, ami annyira hihetetlenül félresikerült, hogy egészen komikus”.
A 2011-es MuchMusic Video Awards-on Gaga elnyerte A legjobb nemzetközi előadói videó díját a Judas-ért. A dal klipje két jelölést is kapott a 2011-es MTV Video Music Awards-on, A legjobb koreográfia és A legjobb művészi rendezés kategóriában; azonban a videó egyiket sem nyerte meg a díjátadón, A legjobb koreográfia kategóriában Beyoncé Run The World (Girls) című dalával, A legjobb művészi rendezésben pedig Adele Rolling in the Deep című dalával szemben maradt alul.

## Élő előadások
2011. április 17-én Gaga a floridai Tampában, a Kennedy Lounge nevű éjszakai klubban előadta a Judas című dalt, a városban megrendezett Monster Ball-showja után. 2011. április 28-án, a The Ellen DeGeneres Show-ban adta elő először élőben a Judas-t a televízióban. Egy sor férfi táncos kísérte őt, akik fekete, szerzetesszerű ruhát viseltek mellette. A dalt táncos számként adták elő, Gaga egy kék latexruhában énekelte a sorokat. James Dinh, az MTV munkatársa szerint „a koreográfia [az előadás] látszólag nehezebb volt, mint a szokásos előadásainál, az énekesnő a legjobb magas energiájú mozdulatait mutatta be”. Ahogy a zene véget ért, pózba állt, mielőtt csókot nyomott DeGeneres arcára, aki játékosan utánozta az ő pózát. A 2011-es cannes-i filmfesztiválon Gaga a Le Grand Journal című francia televíziós műsornak énekelte el a dalt. Arannyal díszített ruhakölteményt, piros csuklyát és fekete-fehér frizurát viselve Gaga a dal energikus változatát adta elő férfi táncosai kíséretében, a Földközi-tenger előtti színpadon. A műsorvezető Michel Denisot-nak kifejtette, hogy megjelenését a Judas klipben ábrázolt vallásos képek és divat inspirálta. „Nagyon romantikus, nagyon bibliai összeállításokat viseltem, és mindig bedobok egy kis punk rockot a biztonság kedvéért” – tette hozzá Gaga.

Gaga a Judas előadása közben a Good Morning America című tévéműsor keretében adott koncertjén (2011)

A Judas-t Gaga 2011. május 13-án előadta a Graham Norton Show-ban, majd két nappal később a Radio 1 Big Weekend elnevezésű fesztiválon a cumbriai Carlisle-ban. A Judas volt a setlist utolsó dala, és az előadás végén a táncosokkal és zenészekkel együtt meghajolt, miközben konfetti záporozott a tömegre. Gaga elénekelte továbbá a Saturday Night Live 2011. május 21-i évadzáró adásában, miután előadta a The Edge of Glory zongorás változatát. Fekete fényes felsőt és térdig érő csizmát viselt, fémes fejfedővel. 2011. május 27-én Gaga a Good Morning America műsorában is előadta a dalt a „Summer Concert Series” részeként. Fekete áttetsző ruhát viselt aranyszínű, gyöngyökkel díszített kabáttal, valamint aranyszínű, szegecsekkel díszített bikini felsőt és alsó részt. A színpadon különböző gépekből speciális effektek törtek ki. Gaga a Judas-t 2011. június 14-én adta elő a francia X Factorban, a The Edge of Glory-val közös egyvelegként. Az előadás úgy kezdődött, hogy Gaga a The Edge of Glory-hoz billentyűs hangszeren játszott, és egy rojtos kabátot, valamint egy kék parókát viselt. Ezután levette a billentyűs hangszert és a rojtos kabátot, és átváltott a Judas-ra. A Judas és a Born This Way medley-je volt a Paul O’Grady Live show záró előadása. Ryan Love a Digital Spy-tól kapott egy előzetest a műsor felvételéről, és úgy érezte, hogy a két dal közül ez volt Gaga legjobb előadása.
A Judas szerepelt a Born This Way Ball (2012–2013) koncertturné setlistjén. Az árulásról és a hűségről szóló beszéd után Gaga a hatalmas középkori vár kellékének tornyán adta elő a számot. A dal tartalmazta DJ White Shadow Remixének elemeit. A Fülöp-szigeteki Manilában tervezett koncert előtt a Biblemode Youth Philippines szervezet közel 200 keresztény tagja Gaga bebörtönzésével és perrel fenyegetőzött. A csoport azért vonult fel, hogy tiltakozzon „istenkáromló” zenéje ellen, különösen a Judas című dalt sérelmezték, amely szerintük lealacsonyítóan hat Jézus Krisztusra. A tiltakozásokra reagálva Gaga hivatalos nyilatkozatában azt mondta: „Nem vagyok a kormányod teremtménye, Manila”, és előadta a Judas-t. A vitát követően a római katolikus törvényhatóságok zöld utat adtak a 2012. május 21-i és az azt követő keddi koncerteknek, korlátozva a meztelenséget és a vulgárisnak tartott cselekményeket az előadásból.
2014-ben a Judas felkerült Gaga ArtRave: The Artpop Ball turnéjának setlistjére, ahol egy bondage-inspirált fekete bőrruhában adta elő. A dalt az énekesnő 2018–2024-es Las Vegas-i koncertrezidenciáján, az Enigmán is előadta. Gaga egy páncélszerű, világító panelekkel ellátott bodyt visel, és gitáron játszik a Judas alatt. A 2025-ös Coachella szettje során a show első felvonásának része volt, és Gaga újra előadta az eredeti koreográfiát a klipből.

## A kislemez dalai
| Digitális letöltés 1. Judas – 4:09 Német CD kislemez 1. Judas – 4:10 2. Born This Way (Twin Shadow Remix) – 4:19 Judas – The Remixes, Pt. 1 1. Judas (Goldfrapp Remix) – 4:42 2. Judas (Hurts Remix) – 3:57 3. Judas (Mirrors Une Autre Monde – Nuit) – 6:14 4. Judas (Guéna LG Club Remix) – 7:41 5. Judas (John Dahlbäck Remix) – 6:01 6. Judas (Chris Lake Remix) – 5:09 7. Judas (R3HAB Remix) – 4:56 | Bónusz kislemez 1. Judas (Thomas Gold Remix) – 5:32 Judas – The Remixes Part 1 1. Judas (Goldfrapp Remix) – 4:42 2. Judas (Hurts Remix) – 3:56 3. Judas (Mirrors Une Autre Monde – Nuit) – 6:14 4. Judas (Guéna LG Club Remix) – 7:40 Judas – The Remixes Part 2 1. Judas (Röyksopp's European Imbecile Mix) – 3:51 2. Judas (John Dahlbäck Remix) – 6:00 3. Judas (Chris Lake Remix) – 5:09 4. Judas (R3HAB Remix) – 4:56 5. Judas (Mirrors Une Autre Monde Mix – Jour) – 4:17 |

## Közreműködők
Közreműködők listája a Born This Way albumjegyzetei alapján.
Felvétel
- Felvétel a Gang stúdióban (Párizs)
- Hangkeverés a Henson Studios-ban (Los Angeles)
- Maszterelés az Oasis Masteringben (Burbank, Kalifornia)

Közreműködők
- Lady Gaga – vokál, dalszerzés, producer, háttérvokál
- Nadir „RedOne” Khayat – dalszerzés, producer, hangszerkesztés, hangszerelés, háttérvokál, hangmérnök, programozás, hangfelvétel
- Trevor Muzzy – hangfelvétel, hangszerkesztés, hangmérnök, hangszerelés, programozás, hangkeverés
- Dave Russell – kiegészítő felvételek
- Gene Grimaldi – maszterelés

## Helyezések
| Lista (2011–2013)                     | Legjobb helyezés |
| ------------------------------------- | ---------------- |
| Ausztrália (ARIA)                     | 6                |
| Ausztria (Ö3 Austria Top 40)          | 6                |
| Belgium (Ultratop 50 Flanders)        | 6                |
| Belgium Dance (Ultratop 50 Flanders)  | 10               |
| Belgium (Ultratop 50 Wallonia)        | 4                |
| Belgium Dance (Ultratop 50 Wallonia)  | 4                |
| Brazil Hot 100 Airplay (Billboard)    | 2                |
| Kanada (Canadian Hot 100)             | 8                |
| Kanada CHR/Top 40 (Billboard)         | 8                |
| Kanada Hot AC (Billboard)             | 15               |
| Független Államok Közössége (TopHit)  | 67               |
| Csehország (Rádio Top 100)            | 10               |
| Dánia (Tracklisten Top 40)            | 10               |
| Európa (Euro Digital Songs)           | 7                |
| Finnország (Singlet Top 20)           | 3                |
| Franciaország (Single Top 100)        | 7                |
| Németország (Media Control Charts)    | 23               |
| Görögország Digital Songs (Billboard) | 7                |
| Magyarország (Dance Top 40)           | 12               |
| Magyarország (Rádiós Top 40)          | 2                |
| Magyarország (Single Top 40)          | 3                |
| Írország (IRMA)                       | 4                |
| Izrael (Media Forest)                 | 6                |
| Olaszország (FIMI)                    | 3                |
| Japán (Billboard Japan Hot 100)       | 3                |
| Luxembourg Digital Songs (Billboard)  | 2                |
| Mexico Anglo (Monitor Latino)         | 4                |
| Hollandia (Top 40)                    | 24               |
| Hollandia (Single Top 100)            | 5                |
| Új-Zéland (Recorded Music NZ)         | 12               |
| Norvégia (VG-lista)                   | 3                |
| Portugal Digital Songs (Billboard)    | 5                |
| Oroszország Airplay (TopHit)          | 78               |
| Skócia (Scottish Singles Top 40)      | 5                |
| Szlovákia (Rádio Top 100)             | 4                |
| South Korea (Gaon)                    | 57               |
| Spanyolország (PROMUSICAE)            | 6                |
| Svédország (Sverigetopplistan)        | 7                |
| Svájc (Schweizer Hitparade)           | 8                |
| Egyesült Királyság (UK Singles Chart) | 8                |
| US Billboard Hot 100                  | 10               |
| US Adult Top 40 (Billboard)           | 40               |
| US Hot Dance Club Songs (Billboard)   | 1                |
| US Latin Pop Songs (Billboard)        | 22               |
| US Mainstream Top 40 (Billboard)      | 15               |
| US Rhythmic (Billboard)               | 36               |

| Lista (2025)                     | Legjobb helyezés |
| -------------------------------- | ---------------- |
| Brazília (Brasil Hot 100)        | 15               |
| Global 200 (Billboard)           | 73               |
| Görögország International (IFPI) | 62               |
| Portugália (AFP)                 | 107              |
| Szingapúr (RIAS)                 | 8                |

| Lista (2011)                                 | Helyezés |
| -------------------------------------------- | -------- |
| Ausztrália (ARIA Dance)                      | 28       |
| Belgium (Ultratop 50 Flanders)               | 77       |
| Belgium Dance (Ultratop 50 Flanders)         | 92       |
| Belgium (Ultratop 50 Wallonia)               | 25       |
| Belgium Dance (Ultratop 50 Wallonia)         | 28       |
| Kanada (Canadian Hot 100)                    | 73       |
| Franciaország (SNEP)                         | 48       |
| Magyarország (Dance Top 40)                  | 69       |
| Magyarország (Rádios Top 40)                 | 57       |
| Japán (Japan Hot 100)                        | 14       |
| Spanyolország (PROMUSICAE)                   | 28       |
| Svédország (Sverigetopplistan)               | 92       |
| Egyesült Királyság (Official Charts Company) | 74       |
| US Dance Club Songs (Billboard)              | 41       |

## Minősítések és eladási adatok
| Régió | Minősítés  | Eladott példányszám |
| --- | ---------- | ------------------- |
| Ausztrália (ARIA) | 2× platina | 140 000‡            |
| Ausztria (IFPI Austria)                                                                                                 | arany      | 15 000*             |
| Brazília (Pro-Música Brasil)                                                                                            | gyémánt    | 250 000‡            |
| Olaszország (FIMI) | arany      | 15 000*             |
| Japán (RIAJ) Full-length ringtone                                                                                       | arany      | 100 000^            |
| Japán (RIAJ) PC download                                                                                                | arany      | 100 000*            |
| Új-Zéland (RMNZ) | platina    | 30 000‡             |
| Dél-Korea (KMCA) |            | 367 533             |
| Spanyolország (PROMUSICAE)                                                                                              | arany      | 20 000^             |
| Spanyolország (PROMUSICAE) 2015 után                                                                                    | arany      | 20 000‡             |
| Svédország (GLF) | platina    | 40 000‡             |
| Egyesült Királyság (BPI)                                                                                                | platina    | 600 000‡            |
| Egyesült Államok (RIAA)                                                                                                 | 2× platina | 1 000 000           |
| * Eladási példányszámok kizárólag a minősítés alapján. ‡ Eladási+streaming példányszámok kizárólag a minősítés alapján. |            |                     |

## Megjelenési történet
| Régió            | Dátum             | Formátum            | Verzió             | Kiadó(k)                      | For.    |
| ---------------- | ----------------- | ------------------- | ------------------ | ----------------------------- | ------- |
| Világszerte      | 2011. április 15. | Digitális letöltés  | Eredeti            | Interscope                    | [ 22 ]  |
| Németország      | 2011. április 15. | CD                  | Eredeti            | Interscope                    | [ 184 ] |
| Franciaország    | 2011. április 17. | Rádiós megjelenés   | Eredeti            | Universal                     | [ 185 ] |
| Olaszország      | 2011. április 17. | Rádiós megjelenés   | Eredeti            | Universal                     | [ 186 ] |
| Egyesült Államok | 2011. április 26. | Kortárs slágerrádió | Eredeti            | Interscope                    | [ 21 ]  |
| Németország      | 2011. május 13.   | CD                  | 2-track            | Interscope                    | [ 112 ] |
| Németország      | 2011. május 13.   | CD                  | The remixes, pt. 1 | Interscope                    | [ 187 ] |
| Lengyelország    | 2011. május 13.   | CD                  | 2-track            | Universal Poland              | [ 188 ] |
| Világszerte      | 2011. május 16.   | CD                  | The remixes, pt. 1 | Streamline KonLive Interscope | [ 189 ] |
| Világszerte      | 2011. május 16.   | Digitális letöltés  | The remixes, pt. 1 | Interscope                    | [ 113 ] |
| Olaszország      | 2011. május 17.   | CD                  | Eredeti            | Universal                     | [ 190 ] |
| Egyesült Államok | 2011. május 24.   | CD                  | Eredeti            | Interscope                    | [ 191 ] |
| Ausztrália       | 2011. május 30.   | Digitális letöltés  | The remixes, pt. 2 | Interscope                    | [ 192 ] |
| Brazília         | 2011. május 30.   | Digitális letöltés  | The remixes, pt. 2 | Interscope                    | [ 193 ] |
| Európa           | 2011. május 30.   | Digitális letöltés  | The remixes, pt. 2 | Interscope                    | [ 194 ] |
| Japán            | 2011. május 30.   | Digitális letöltés  | The remixes, pt. 2 | Interscope                    | [ 195 ] |
| Új-Zéland        | 2011. május 30.   | Digitális letöltés  | The remixes, pt. 2 | Interscope                    | [ 196 ] |
| Egyesült Államok | 2011. május 31.   | Digitális letöltés  | Thomas Gold remix  | Interscope                    | [ 197 ] |
| Világszerte      | 2011. június 28.  | Digitális letöltés  | Thomas Gold remix  | Streamline Interscope         | [ 198 ] |
| Németország      | 2011. július 1.   | CD                  | The remixes, pt. 2 | Interscope                    | [ 199 ] |